# Mazar-e Sharif
Mazar-e Sharif (dari/pashto: مزار شریف; tr. Mazâre Šarif) er en by i det nordlige Afghanistan, der med 469.247(2020) indbyggere er landets fjerdestørste by. Byen er hovedstad i provinsen Balkh.
Mazar-e Sharif var under begyndelsen af Krigen i Afghanistan i 2001 en af de første byer, som Taliban tabte kontrollen over. Byen har dog siden magtskiftet som så mange andre af landets byer været præget af store uroligheder.